# Aulus Pudens
Aulus Pudens était originaire d'Ombrie et un centurion dans l'armée romaine à la fin du Ier siècle. Il était un ami du poète Martial, qui lui a adressé plusieurs de ses Épigrammes. Il a été identifié avec saint Pudens par certains critiques, un chrétien romain de l'époque apostolique (Ier siècle).
Il est probable que ce soit lui qui est mentionné sur l'inscription de Chichester. Martial a écrit au sujet du mariage de Pudens avec « Claudia Peregrina » (Claudia l'Étrangère) dans son Épigramme (IV: 13), qui est probablement identifiable à Claudia Rufina, une Britannique ainsi qu'il l'écrit dans ses Épigrammes (XI: 53). C'était vraisemblablement la fille du roi Cogidubnus (CIL VII, 17). Martial décrit aussi les passions de Pudens pour les jeunes esclaves mâles, son désir de posséder des copies originales des poèmes de Martial, et son ambition d'être promu Primus Pilus, le centurion chef d'une légion romaine. Dans un poème (Épigrammes VI: 58), il raconte un de ses cauchemars dans lequel Pudens avait été tué en opération en Dacie.

## L'inscription de Chichester
La capitale de Tiberius Claudius Cogidubnus est supposée être Noviomagus (actuelle Chichester) où se trouve l'une de ses inscriptions le mentionnant ainsi qu'un certain Pudens. L'inscription « ...ente Pudentini » peut probablement se compléter en « Clemente Pudentini » :
| | [N]EPTVNO·ET·MINERVAE TEMPLVM [PR]O·SALVTE·DO[MVS]·DIVINA[E] [EX]·AVCTORITAT[E·TI]·CLAVD· [CO]GIDVBNI·R[EG·MA]GNI·BRIT· [COLE]GIVM·FABROR·ET[·Q]VI·IN·E[O] [SVNT]·D·S·D·DONANTE·APEAM [...]ENTE PVDENTINI·FIL |
| N]eptuno et Minervae \| Templum \| pr]o salute do[mus] divinae \| ex] auctorita[te Ti.] Claud. \| Co]gidubni Reg(is) Magni Brit(anniae). \| Colle]gium fabror. et qui in e[o \| sunt] D.S.D. donante aream Clem]ente Pudentini Fil. | |

Il s'agit d'un autel à Neptune et Minerve pour le salut de la Maison Impériale, et dont la construction fut ordonnée par Cogidubnos et réalisée par le collège des fabri.

## Identification à saint Pudens
On ne sait s'il s'agit de l'héritage d'une tradition ancienne, mais l'hypothèse que Pudens et sa femme Claudia puisse être identifiés avec les Claudia et Pudens mentionnés par l'apôtre Paul de Tarse dans sa Deuxième épître à Timothée (Nouveau Testament) a été faite depuis longtemps. Dans un article de la Britannia de 1586, William Camden proposait déjà cette identification, citant les travaux antérieurs de Jean Bale et Matthew Parker. Un contemporain de Camden, l'historien du Vatican Caesar Baronius, est parvenu à la même conclusion dans ses Annales Ecclesiastici (en), et il a été suivi par les historiens de l'époque tels que James Ussher au XVIIe siècle et John Williams (en) au XIXe siècle. Les Constitutions apostoliques rapportent que l'évêque Clément de Rome a été nommé par l'apôtre Pierre après que l'évêque « Linus, fils de Claudia » qui avait été ordonné par Paul soit mort,. Cette partie des Constitutions apostoliques est datée du IIe siècle. D'autres textes chrétiens plus tardif disent que Linus était le fils de Pudens et Claudia. L'hypothèse que les Pudens et Claudia de la tradition chrétienne puisse être les mêmes que Aulus Pudens et sa femme Claudia Rufina peut donc être soutenue. Ce serait ce saint Pudens qui aurait été un sénateur Romain qui aurait hébergé l'apôtre Pierre lors d'un de ses séjours à Rome. Sa demeure à Rome serait devenue une des premières églises domestiques de la ville et ce serait elle qui aurait donné naissance au titulus Pudentis qui était aussi connu comme ecclesia Pudentiana. Un titulus atteste d'une église des premiers temps du christianisme à Rome. Il s'agissait d'un édifice privé transformé en lieu de culte avec le pouvoir d'administrer les sacrements. Les actes du synode du pape Symmaque (499) mentionne son existence comme très ancienne église.
Cependant, la coïncidence des noms est insuffisante pour faire une telle identification. En effet, le nom Claudia a été porté par chaque membre féminin de la  gens Claudia, qui était une importante famille de l'aristocratie romaine, et le nom Pudens n'était pas un cognomen rare. En dehors de cette coïncidence et du rang sénatorial des deux Pudens, il n'y a aucune preuve d'un lien entre les Claudia et Pudens mentionnés par Martial et les Claudia et Pudens de la deuxième épître à Timothée. On note d'ailleurs l'existence d'un Titus Claudius Pudens, mari de Claudia Quintilla. Ce couple a perdu un fils en bas âge qui a été immortalisé sur une inscription trouvée sur la route entre Rome et Ostie (CIL VI.15,066).